# ФК Нешвил
Нешвил (енгл. Nashville SC) је амерички фудбалски клуб из истоименог града у држави Тенеси. Наступа у Источној конференцији МЛС лиге. 